# Dipartimento di Tolima
Il dipartimento di Tolima è uno dei 32 dipartimenti della Colombia. Il capoluogo del dipartimento è Ibagué.

## Geografia fisica
Il dipartimento di Tolima confina a nord con il dipartimento di Caldas, a est con i dipartimenti di Cundinamarca e Huila, a sud con il dipartimento di Huila e di Cauca, ad ovest con i dipartimenti di Cauca, Valle del Cauca, Quindío, Risaralda e Caldas.
Il territorio di Tolima è prevalentemente montuoso essendo attraversato da nord a sud dalla Cordigliera Centrale ad occidente mentre a oriente è in interessato dalla fascia pedemontana della Cordigliera Orientale. Tra le catene montuose si distendono le fertili valli dei fiumi Magdalena, Saldaña, Cabrera ed altri.

## Storia
Il dipartimento di Tolima è nato giuridicamente nel 1908 staccando il suo territorio da quello del dipartimento di Cundinamarca.

## Geografia antropica

### Suddivisioni amministrative
Il dipartimento di Tolima si compone di 47 comuni:

Comuni di Tolima

- Alpujarra
- Alvarado
- Ambalema
- Anzoátegui
- Armero
- Ataco
- Cajamarca
- Carmen de Apicalá
- Casabianca
- Chaparral
- Coello
- Coyaima
- Cunday
- Dolores
- Espinal
- Falan
- Flandes
- Fresno
- Guamo
- Herveo
- Honda
- Ibagué
- Icononzo
- Lérida

- Líbano
- Mariquita
- Melgar
- Murillo
- Natagaima
- Ortega
- Palocabildo
- Piedras
- Planadas
- Prado
- Purificación
- Rioblanco
- Roncesvalles
- Rovira
- Saldaña
- San Antonio
- San Luis
- Santa Isabel
- Suárez
- Valle de San Juan
- Venadillo
- Villahermosa
- Villarrica